# バラのかげり
「バラのかげり」は、南沙織通算11枚目のシングル。1974年3月21日発売。発売元はCBS・ソニー。
1974年最初のシングルである。

## 収録曲
両楽曲とも、作詞: 有馬三恵子、作曲: 筒美京平
1. バラのかげり（3:14）
  - 編曲: 筒美京平
2. この街にひとり（3:03）
  - 編曲: 萩田光雄

## 収録作品（LP・CD）
- バラのかげり

夏の感情（アルバム）
南沙織ヒット全曲集 -1974年版-
南沙織デラックス
Best of Best 南沙織のすべて
南沙織ヒット全曲集 -1976年版-
シンシアのハーモニー
シンシア・ラブ
THE BEST / 南沙織 -1978年11月版-
THE BEST / 南沙織 -1979年11月版-
南沙織のすべて
南沙織ベスト・コレクション
南沙織ベスト Recall 〜28 SINGLES SAORI + 1〜
Cynthia Memories
GOLDEN J-POP/THE BEST 南沙織
CYNTHIA ANTHOLOGY
GOLDEN☆BEST 南沙織 筒美京平を歌う
南沙織 THE BEST 〜 Cynthia-ly
ドーナツ盤型12cmCDコレクション
Cynthia Premium
南沙織 スーパー・ベスト
GOLDEN☆BEST 南沙織 コンプリート・シングルコレクション
南沙織 スーパー・ヒット
ゴールデン☆アイドル 南沙織
CYNTHIA ALIVE
- バラのかげり (ノンストップmix Ver.)

TSU-TSU MIX 南沙織
- バラのかげり -Live-

CYNTHIA IN CONCERT
- この街にひとり

夏の感情（アルバム）
Cynthia Memories
CYNTHIA ANTHOLOGY
GOLDEN☆BEST 南沙織 筒美京平を歌う
ドーナツ盤型12cmCDコレクション
Cynthia Premium
ゴールデン☆アイドル 南沙織